# Pteronymia hara
Pteronymia hara är en fjärilsart som beskrevs av William Chapman Hewitson 1877. Pteronymia hara ingår i släktet Pteronymia och familjen praktfjärilar. Inga underarter finns listade.